# مقاش السفلی (روستا)
 مقاش سفلی  به عربی ( الَمقاش السُفلی  )، روستایی است در دهستان المَقَاش از توابع استان اَبیَن در کشور یمن در شبه جزیره عربستان.

## جمعیت
جمعیت آن (۲۰۱) نفر (۱۴ خانوار) می‌باشد.